# 레전드 오브 리타
《레전드 오브 리타》(Die Stille Nach Dem Schub, The Legend Of Rita)는 독일에서 제작된 폴커 슐렌도르프 감독의 2000년 드라마 영화이다. 비비아나 베글라우 등이 주연으로 출연하였다.

## 출연

### 주연
- 비비아나 베글라우

### 조연
- 마틴 부트케
- 나디아 울
- 알렉산더 베이어
- 마리오 이렉
- 토머스 아놀드

## 기타
- Line PD: 카스튼 브러니그
- 미술: 수잔 호프
- 의상: 앤-그렛 오에메